# Gebhard XIV. von Alvensleben
Gebhard XIV. von Alvensleben (* um 1360; † um 1428; urkundlich erwähnt 1393–1425) war Burgherr auf Gardelegen und Landeshauptmann der Altmark.

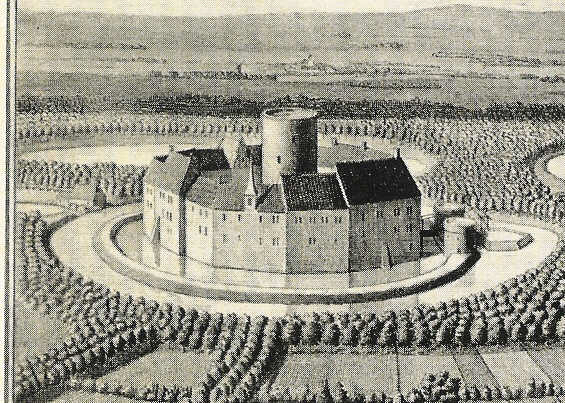
Burg Gardelegen um 1600 – Zeichnung von Anco Wigboldus (Ausschnitt)

## Herkunft und Leben
Er entstammte der niederdeutschen Adelsfamilie von Alvensleben und war der Sohn von Werner I. von Alvensleben, der 1378 die Burg Gardelegen, später auch Burg Isenschnibbe genannt, im Pfandbesitz übernahm, und seiner Frau Berta, der Stifterin eines Abendmahlkelches, der sich noch heute im Besitz der Weißen Linie der Familie befindet. Er dürfte etwa um 1360 geboren sein, trat 1395 die Nachfolge seines Vaters an und war markgräflicher Amtmann von Gardelegen.

## Fronde gegen die Hohenzollern
In dieser Eigenschaft erlebte er eine Zeit großer Umwälzungen in der Mark Brandenburg. 1411 ernannte König Sigismund den Burggrafen von Nürnberg, Friedrich VI. von Hohenzollern, den späteren Kurfürst Friedrich I. zum Statthalter von Brandenburg. Große Teile des märkischen Adels, allen voran die Quitzows, die sich zwischen 1400 und 1410 eine bedeutende Machtstellung erworben hatten, zögerten sehr, den neuen Landesverwalter anzuerkennen. Dazu gehörte auch Gebhard XIV. v. A. Am 12. August 1412 kam eine Abmahnung des Königs, am 13. September 1412 folgte ein Befehl, dem Burggrafen zu huldigen, am 4. April 1413 kam man dem Befehl schließlich nach. Allerdings war der Konflikt damit nicht beendet. Teile des märkischen Adels hatten schon seit 1412 mit dem Erzstift Magdeburg in Fehde gelegen. Sie setzten diese auch nach der Huldigung fort, bis der neue Landeshauptmann beschloss militärisch vorzugehen und die Macht der Quitzows sowie ihrer Verbündeten zu brechen. Mit Hilfe der in Mode gekommenen Geschütztechnik und dem Einsatz der „großen Büchse“, wurden die Burgen der Quitzows im Februar 1414 in einer konzentrierten Aktion gestürmt. Auch Gardelegen wurde genommen. Die Burg wurde zunächst dem größten Feind von Gebhard, Heise von Steinfurt auf der erzbischöflichen Burg Alvensleben, übergeben.

## Versöhnung mit den Hohenzollern und weiteres Leben
Nach diesem Sieg bemühte sich Friedrich von Hohenzollern um eine Versöhnung mit seinen Gegnern. Gebhard erhielt 1416 die Burg Gardelegen wieder zurück und wurde am 15. Mai 1416 sogar Landeshauptmann der Altmark. Mit diesem Amte hatte er die Aufgabe, das Land gegen innere und äußere Feinde zu schützen, über die Sicherheit im Lande zu wachen, weltliche Lehen zu vergeben, wo die Erbfolge unstreitig war, die Lehnsgebühren und Geldstrafen einzutreiben, die erhobenen Gelder zum Nutzen des Landes zu verwenden, und darüber Rechnung zu führen. Nach einigen Jahren bat er mehrmals um Entlassung von diesem Amte, was ihm schließlich am 7. Juli 1421 bewilligt wurde.
Gebhard war zweimal verheiratet. Von seinen Frauen sind nur die Vornamen bekannt: Elisabeth (Else) und Geseke. Um 1428 dürfte er gestorben sein. Drei Söhne und eine Tochter überlebten ihn, darunter sein Nachfolger Werner II. von Alvensleben und Sophia, die später Äbtissin des Klosters Neuendorf wurde.

## Die Alvensleben’sche Fehde
Mit der Entmachtung der Quitzows waren die Fehden in Brandenburg und den Nachbarregionen nicht beendet. Von 1416 bis 1420 führte das Erzstift Magdeburg mit der Altmark einen Krieg, der als Alvensleben’sche Fehde in die Geschichtsbücher einging. Hierbei waren offenbar Gebhard XIV. und Ludolf II. von Alvensleben auf Calbe (Milde) die Hauptakteure.